# 牛埔 (臺中市)
牛埔，今又稱為福安莊，是臺灣臺中市大安區的一個傳統地域名稱，位於該區中部偏東南。相較於今日行政區，其範圍大致為福興里不含最東端及興安路以南部分。

## 歷史
台灣清治末期，牛埔地區為一街庄，稱為「牛埔庄」，隸屬於苗栗三堡。該庄輪廓略呈頂點在西南方向的等腰三角形，北及東北與溪洲庄、庄尾庄為鄰，南邊東側與後厝仔庄為鄰，南邊西側及西邊南側與福興庄為鄰，西邊北側為三塊厝庄，西北邊一小段與龜殼庄為界。
1901年（日明治三十四年）11月，全台廢縣廳改設二十廳，該庄隸屬於苗栗廳。1903年（明治三十六年）6月，該庄編入「十八庄區」，仍隸屬於苗栗廳。1909年（明治四十二年）10月，全台二十廳合併為十二廳，苗栗廳廢止，十八庄區改隸屬於臺中廳。1920年（大正九年），全台地方制度大改正，該庄改制為「牛埔」大字，隸屬於臺中州大甲郡大安庄。
戰後大安庄改制為大安鄉，隸屬於臺中縣，大字亦改制為村。1950年10月，中、彰、投分治，大安鄉隸屬不變。2010年12月，隨著臺中縣、市合併為直轄臺中市，大安鄉改制為大安區，村亦改制為里。

## 聚落
本地區發展較早的聚落為牛埔（福安莊），在日治期初期的官方地圖上已有記載。

## 交通
區道中16線（龜殼路、福安路）是下龜殼至牛埔子的道路，大致以西北—東南走向經過牛埔地區東北部邊界地帶。由該道路向西北可前往龜殼並止於區道中7線，向東南可前往牛埔極東點附近的區道中18線路口。
區道中17線（中松路）是松子腳至南埔的道路，大致以東北—西南走向轉東北東—西南西走向蜿蜒經過本地區中部偏西北地帶。由該道路向東北可前往溪洲、松子腳並止於市道132號路口，向西南西可前往三塊厝與福興交界地帶、福興西北端、中庄東南部大安市區、南庄、南埔並止於大甲溪北岸的南埔堤防道路路口。
區道中18線（興安路）是頂庄至大甲的道路，大致以西偏南—東偏北走向蜿蜒經過本地帶南部邊界地帶。由該道路向西偏南可前往福興、中庄地區東南部頂庄聚落大安國小旁的區道中7線路口，向東偏北繞大彎轉東南可前往庄尾、大甲市區並止於舊省道台1線（順天路）路口。